# Barry McGuire
Barry Eugene McGuire (Oklahoma City, 15 ottobre 1935) è un cantautore statunitense.

## Carriera
Dopo aver pubblicato un singolo nel 1961 The Tree, Barry McGuire forma un duo con Barry Kane, che diventeranno i New Christy Minstrels nel 1962. Tuttavia nel 1965 dopo aver registrato l'album Chim Chim Cher-ee, al termine della tournée europea che li vede anche in gara - e vincitori - al Festival di Sanremo, McGuire lascia il gruppo e prosegue la propria carriera come solista.
Come solista di rock-folk degli anni sessanta, McGuire diventa popolare principalmente per i brani Eve of Destruction e Sins of the Family, entrambi scritti da P.F. Sloan. Altri suoi successi sono stati Child of Our Times, scritto insieme a Steve Barri e Cloudy Afternoon (Raindrops), composto da Travis Edmonson. Eve of Destruction il 25 settembre 1965 arrivò alla prima posizione della Billboard Hot 100, la prima e l'unica volta che McGuire entrò nella top 40 pop statunitense.
McGuire è apparso nei film del 1967 The President's Analyst con James Coburn, Old Wrangle ed in Werewolves on Wheels del 1971. McGuire ha anche preso parte per un anno al musical di Broadway Hair (musical).
Dagli anni settanta ha abbracciato la religione cristiana, aderendo al movimento musicale del christian rock e pubblicando alcuni album per la Myrrh Records, che lascerà nel 1976. Gli album successivi della carriera di McGuire saranno pubblicati dalla Sparrow Records, anche se nel 1980 deciderà di ritirarsi dall'industria discografica e ritirarsi a vita privata in Nuova Zelanda.
Negli anni novanta Barry McGuire tornerà negli Stati Uniti d'America, e si unirà con Terry Talbot per registrare con il nome collettivo Talbot McGuire. Il duo ha pubblicato quattro album dal 1996 al 2000. Nel 2008 McGuire girerà gli Stati Uniti d'America in tour, insieme al collega John York.

## Controversie
La sua canzone Eve of Destruction venne censurata in alcuni stati degli Stati Uniti d'America, e anche da Radio Scotland. Venne posta in una "lista con restrizioni" dalla BBC e non fu possibile riprodurla in "programmi di intrattenimento generico".

## Discografia parziale

### Album
- Barry Here and Now (1962)
- The Barry McGuire Album (1963)
- Eve of Destruction (1965)
- This Precious Time (1965)
- The World's Last Private Citizen (1967)
- McGuire and the Doctor (1971)
- Seeds (1973)
- Lighten Up (1974)
- Narnia (1974)
- Jubilation (1975)
- To the Bride (1975)
- Eve of Destruction (Star Power) (1975)
- C'mon Along (1976)
- Anyone But Jesus  (1976)
- Jubilation Two (1976)
- Have You Heard (1977)
- Cosmic Cowboy (1978)
- Inside Out (1979)
- Best of Barry McGuire (1980)
- Finer Than Gold (1981)
- Pilgrim (1989)
- Let's Tend God's Earth (1991)
- When Dinosaurs Walked The Earth  (1995)
- Ancient Garden  (1997)
- Frost And Fire (1999)
- Eve Of Destruction (20 Inspirational Classics) (2000)

### Singoli
- 1961: The Tree/Theme From "The Tree (Mosaic Records, 1001)
- 1963: Town And Country/One By One (Horizon Records, #4)
- 1965: Eve of Destruction/What Exactly's the Matter With Me (Dunhill Records, D 4009)
- 1965: Upon A Painted Ocean/Child Of Our Times (Dunhill Records, D 4014)
- 1965: This Precious Time/Don't You Wonder Where It's At (Dunhill Records, D 4019)
- 1965: There's Nothing Else On My Mind/Why Not Stop And Dig It While You Cane (Dunhill Records, D 4048)